# Jerzy Miciński
Jerzy Miciński (ur. 9 grudnia 1921 we Włocławku, zm. 10 stycznia 1995 w Gdyni) – polski dziennikarz i historyk marynista,  autor książek poświęconych dziejom polskiej floty handlowej.

## Życiorys
Urodził się 9 grudnia 1921 we Włocławku jako syn Stanisława i Ireny z Ruszkowskich. Jego ojciec był nadkomisarzem policji; po przewrocie majowym w 1926 rok został w ramach represji przeniesiony z rodziną na kresy wschodnie – do Krzemieńca, następnie do Grodna. W 1931 roku, gdy Jerzy Miciński miał 10 lat, zmarli jego rodzice, a dalej wychowywali go dziadkowie. Ukończył gimnazjum we Włocławku i liceum w Płocku, gdzie zamieszkał następnie z dziadkami. Już wówczas pasjonował się sprawami gospodarki morskiej, zbierał na te tematy publikacje i wycinki prasowe; chciał uczyć się w szkole morskiej na marynarza, lecz było to niemożliwe z uwagi na wadę wzroku. Po wybuchu II wojny światowej zgłosił się do wojska i został przyjęty do lokalnej brygady Obrony Narodowej, z którą przeszedł szlak do Warszawy. Trafił do niewoli, z której został zwolniony, po czym podjął pracę w Płocku. Po wyzwoleniu i zdaniu matury rozpoczął pracę w Wydziale Morskim Urzędu Wojewódzkiego w Gdańsku. Wówczas też ożenił się i urodził mu się syn Jan. Od 1946 mieszkał z rodziną w Gdyni.
W latach 1946–1951 pracował w redakcjach czasopism Żeglarz i Młody Żeglarz, a od 1952 był sekretarzem redakcji miesięcznika Morze. Zaczął publikować również książki.
Pracował w Morzu do 1988, będąc w latach 1968-1988 jego redaktorem naczelnym. Przyciągnął do publikowania w tym czasopiśmie wielu wybitnych ludzi morza, w tym Karola Olgierda Borchardta. Sam, prócz innych publikacji, prowadził tam rubrykę Archiwum Neptuna, będącą zbiorem ciekawostek marynistycznych (pierwsza część ukazała się później w formie książkowej).
Jerzy Miciński był jednym z założycieli Towarzystwa Miłośników Gdyni w 1974 i członkiem jego pierwszego zarządu. Był także inicjatorem powstania i redaktorem pierwszych 11 tomów Rocznika Gdyńskiego wydawanego przez to Towarzystwo.
Był współautorem programu telewizyjnego dla młodzieży Latający Holender. Działał w Stowarzyszeniu Marynistów Polskich, Klubie Publicystów Morskich SDP, Centralnej Radzie Modelarstwa LPŻ, Lidze Morskiej, Towarzystwie Przyjaciół „Daru Pomorza” i Towarzystwie Przyjaciół Okrętu-Muzeum „Błyskawica”.
Został odznaczony m.in. Krzyżem Kawalerskim Orderu Odrodzenia Polski i odznaką Zasłużony Pracownik Morza.
Zmarł 10 stycznia 1995 roku, pochowany został na cmentarzu Witomińskim w Gdyni (kwatera 63-50-6).

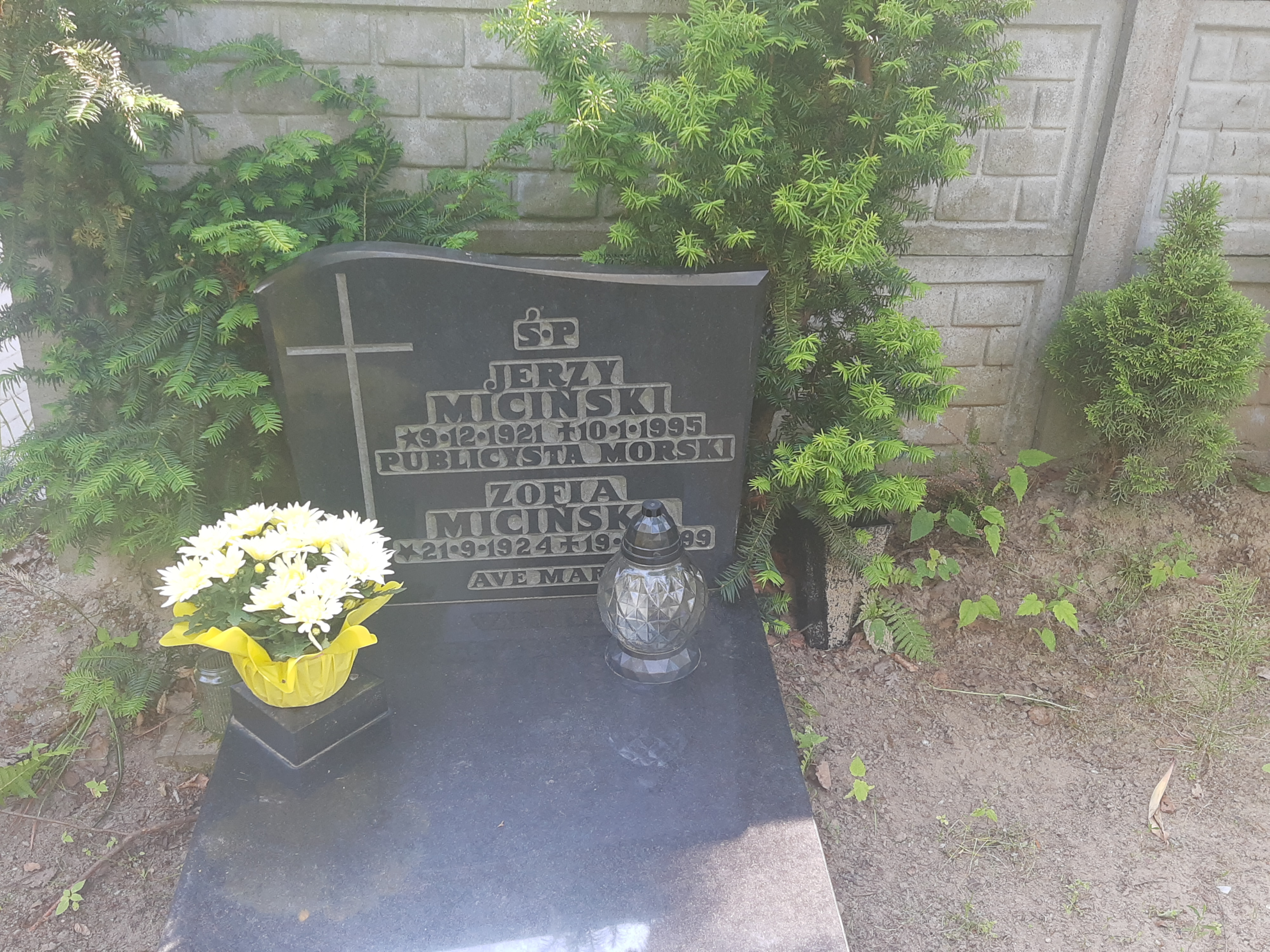
Grób Jerzego Micińskiego na cmentarzu Witomińskim

## Twórczość
Oprócz działalności publicystycznej i redakcyjnej w czasopismach Jerzy Miciński publikował książki poświęcone historii działalności człowieka na morzu, a zwłaszcza dziejom polskiej floty handlowej, w tym broszury z popularnej serii Miniatury Morskie. W 1962 wraz ze Stefanem Kolickim opracował almanach polskich statków handlowych Pod polską banderą (1962). Jego opus magnum jest monografia polskiej floty handlowej do 1945 roku: Księga statków polskich 1918-1945, która ukazała się już po jego śmierci (Miciński jest autorem dwóch pierwszych tomów i współautorem trzeciego, czwarty napisali jego współpracownicy).

### Książki
1. Archiwum Neptuna, Wydawnictwo MON, Warszawa 1957
2. Pod polską banderą, Wydawnictwo Morskie, Gdynia 1962, seria: Biblioteka „Morza” (współautor Stefan Kolicki)
3. Samotny transportowiec, Wydawnictwo Morskie, Gdańsk 1964, seria: Miniatury Morskie
4. Polskie statki pomocnicze i specjalne 1920-1939, Prace Muzeum Morskiego w Gdańsku, t. 2., Ossolineum, Gdańsk 1967
5. Trzy awarie, Wydawnictwo Morskie, Gdańsk 1967, seria: Miniatury Morskie
6. Śmierć „Niemna”, Wydawnictwo Morskie, Gdańsk 1967, seria: Miniatury Morskie
7. Żaglowce handlowe z Rewy, Prace Muzeum Morskiego w Gdańsku, t. 6., Ossolineum, Gdańsk 1974
8. Księga statków polskich 1918-1945 t. 1-3, Wydawnictwo Oskar, Gdańsk 1996, 1997 i 1999 (współautorzy tomu 3.: Bohdan Huras i Marek Twardowski)